# Stickman
Uno stickman (o stick figure) è un disegno stilizzato che raffigura una persona attraverso forme semplici quali linee e cerchi; la testa è spesso disegnata con un cerchio, a cui vengono aggiunti dettagli quali occhi, naso e bocca, mentre gli arti ed il tronco sono costituiti da linee dritte. Non c'è uno standard applicato per questo tipo di disegni, per cui non è chiaro se sia prevista l'aggiunta del collo o no.

Un tipico stickman

Gli stickman possono venire disegnati con una penna, una matita, un pennarello o con qualsiasi cosa si abbia a disposizione. Essendo figure elementari, esempi di stickman possono essere trovati in tutto l'arco della storia, spesso incisi con un oggetto appuntito su superfici dure quali la pietra o i muri.
Pur riportando solo gli elementi essenziali della figura umana, lo stickman può esprimere emozioni umane attraverso le espressioni facciali semplicemente aggiungendo piccoli dettagli quali delle linee convergenti verso il basso sopra gli occhi per raffigurare sopracciglia imbronciate o una curva rivolta verso il basso per un sorriso.